# Epizoanthus sabulosus
Epizoanthus sabulosus is een Zoanthideasoort uit de familie van de Epizoanthidae. De wetenschappelijke naam van de soort is voor het eerst geldig gepubliceerd in 1971 door Cutress.